# Midway City
Midway City est une census-designated place des États-Unis située dans le comté d'Orange et l'état de Californie. Elle fait partie de l'aire du Grand Los Angeles.